# Amorphophallus atrorubens
Amorphophallus atrorubens är en kallaväxtart som beskrevs av Wilbert Leonard Anna Hetterscheid och Sizemore. Amorphophallus atrorubens ingår i släktet Amorphophallus och familjen kallaväxter. Inga underarter finns listade.